# Павензув (Свентокшиське воєводство)
Павензув (пол. Pawęzów) — село в Польщі, у гміні Окса Єнджейовського повіту Свентокшиського воєводства.
Населення — 108 осіб (2011).
У 1975-1998 роках село належало до Келецького воєводства.

## Демографія
Демографічна структура на день 31 березня 2011 року:
|          | Загалом | Допрацездатний вік | Працездатний вік | Постпрацездатний вік |
| -------- | ------- | ------------------ | ---------------- | -------------------- |
| Чоловіки | 55      | 9                  | 41               | 5                    |
| Жінки    | 53      | 8                  | 33               | 12                   |
| Разом    | 108     | 17                 | 74               | 17                   |